# Stacey Sutton
Stacey Sutton is een personage uit de James Bond-film A View to a Kill. Ze werd gespeeld door de actrice Tanya Roberts.

## Film
Stacey is een staatsgeoloog in dienst van de staat Californië. Ze komt in aanraking met James Bond als ze hem tegenkomt in haar huis. Ze denkt dat Bond een slechterik is houdt ze hem onder schot met een pistool. Ze wil de politie gaan bellen maar de kabel is doorgesneden. Plots komen de mannen van Max Zorin binnen, waarna Bond haar daarvan kan redden. Tracey helpt zelf mee door de urn van haar grootvader te pakken en op een bandiet te gooien.
Stacey vraagt haar baas over Zorin maar hij vindt dat ze zich er te veel mee bemoeit en ontslaat haar. Die avond gaat ze stiekem met Bond naar het overheidsgebouw binnen en vinden ze informatie over Zorin, maar worden door hen betrapt en achtergelaten in de lift waarna Zorin het gebouw in brand steekt. Ze kunnen ontsnappen en stelen een brandweerwagen.
In een poging om het plan van Zorin te voorkomen, infiltreert het paar in een van de mijnen. Zorin slaagt erin stukken van de mijn tot ontploffing te brengen, waardoor de mijn onder water komt. Stacey ontsnapt aan het stijgende water. Ze weet niet of Bond omgekomen en blijft zijn naam roepen, totdat ze Zorin ziet, die haar ontvoert in zijn zeppelin.
Bond, die nog leeft, grijpt het touw van de zeppelin en lift zo mee tot de Golden Gate Bridge. Het luchtschip zit vast en Zorin wil wraak op Bond. Door onoplettendheid kan Stacey ontsnappen uit het luchtschip. Ze omarmt James Bond. Bond kan voorkomen dat Dr. Carl Mortner zijn dynamiet naar hen kan gooien door het meertouw kapot te hakken met de bijl. Glaub laat het dynamiet vallen en de zeppelin ontploft.
Als er geen bericht van Bond terugkomt, gaat Q op onderzoek met zijn robothond. Hij vindt het stel onder de douche. Hij vertelt M dat Bond nog leeft. Bond gooit een handdoek over de robot, waardoor het uitzicht van Q's spionage wordt verdoezeld.